# Janusz Górski (grafik)
Janusz Tadeusz Górski (ur. 24 września 1953 w Gdańsku) – polski grafik, projektant opraw graficznych książek i znaczków pocztowych, profesor Akademii Sztuk Pięknych w Gdańsku.

## Życiorys
Studiował na Wydziale Architektury Politechniki Warszawskiej (1972–1978), dyplom uzyskał w 1979, a następnie w gdańskiej Państwowej Wyższej Szkole Sztuk Plastycznych (1979–1983; obecnie ASP w Gdańsku). Dyplom w Pracowni Grafiki prof. Marka Freudenreicha w 1983. Od 2012 nosi tytuł profesora, kieruje Pracownią Projektowania Graficznego gdańskiej ASP.
Prowadzi oficynę drukarską „Pracownia” oraz wydawnictwo słowo/obraz. Prezes „Oficyny Gdańskiej”, powołanej przez Fundację Gdańską. Zaprojektował tomiki poetyckie Nagrody Literackiej Miasta Gdańska „Europejski Poeta Wolności” i serię „Biblioteka Gdańska”. Nagradzany w konkursie Najpiękniejsze Książki Roku. Redaktor serii wydawniczej „Biblioteka Typografii”. Kurator Bałtyckich Spotkań Ilustratorów. 
W latach 2009–2019 był członkiem Rady Kultury Gdańskiej. Członek Akademickiego Klubu Obywatelskiego im. Prezydenta Lecha Kaczyńskiego w Gdańsku.

## Wybrana twórczość

### Znaczki pocztowe
- Stowarzyszenie Elektryków Polskich oraz koperta FDC, 1994

## Nagrody i wyróżnienia
- Nagroda Honorowa Polskiego Towarzystwa Wydawców Książek (2006)[1]
- Odznaka honorowa „Zasłużony dla Kultury Polskiej” (2019)[5]